# 奥渉
奥 渉（おく わたる、1974年2月17日 - ）は、日本の映画監督、脚本家、演出家。大阪府高槻市出身。近畿大学卒業。

## 来歴
近畿大学卒業後、東京映像芸術学院に入学、在学中より自主映画を制作。その中の『OVER』は[ゆうばり国際ファンタスティック映画祭]・オフシアター部門グランプリノミネート。
卒業後、フリーランスの助監督としてピンク映画、Vシネマなどを中心に活動。2003年、Vシネマ、TAB007シリーズで監督デビュー。

## 作風
シリアスからコメディーまで、幅広いジャンルを手掛ける。

## 監督作品
「※」は兼脚本作品
- エロビアの泉 素晴らしき性のムダ知識（2003年）
- 義姉家庭教師 仕組まれた陵辱の罠（2003年）※
- 妹の唇（2004年）※
- 恋愛家庭教師（2004年）※
- 妹の唇（2004年）※
- エロビアの泉 人に言えない性のムダ知識（2004年）※
- 義娘 淫靡なエロスの肖像（2005年）※
- 兄嫁の秘密 覗かれた若妻の痴態（2005年）※
- 監禁 姉妹教師（2006年）
- はぐれ学園 ゴージャス女教師が担任だ!（2006年）
- はぐれ学園 エロカワ女生徒がやってきた!（2006年）
- 義母と娘の愛欲情事 〜禁断世界〜（2006年）※
- 女子アナ七瀬 「秘密」の生活（2006年）
- 妹の本能（2007年）
- 炭焼喰人ミスジ（2007年）※
- 今週、夫が浮気します（2007）
- ホームレス少女 〜貧乏少女（ボンビーガール）の恋〜（2008年）※
- 劇場版イケてる2人（2009年）※
- 東京アウトロー列伝（2009年）
- 賭博狂騒伝カゲジ（2010年）※
- 童貞さん、いらっしゃ～い!（2010年）※
- 渋谷漂流少女（2010年）※
- 雀神 私をツモって…(2010年年）※
- ヤンキーお嬢様（2011年年）※
- 最強女子大生スロッター美咲
- アンアフェア the unknown（2011年）※
- 雀魔（2011年）※
- 湾岸バッド・ガールズ（2011年）※
- 最強パチンカー銀玉銀子（2012年）※
- デス・スロット -死の罰ゲーム-（2012年）
- ハレンチヤンキー学園2（2012年）
- 最強若妻パチンカー千尋（2012年）
- 透明変態人間（2013年）
- 雀魂（2013年）※
- 雀闘（2013年）)
- SEX and the PACHINKO2（2013年）
- 私立喧嘩バッカ学園（2013年）
- 時空変態人間 もしも時間が止められたら!(2014年）
- エクスタシー刑事（2014年）
- 時空変態人間 時間よ止まれ!（2014年）
- 透明変態人間 60分の秘薬（2014年）
- 極妻任侠学園（2014年）
- 殺し屋マリア（2014年）
- TWO FACE 〜極秘潜入捜査官〜（2014年）
- 特級派遣ヘルパー・千里 読心術 -私が読むのは人の心-（2015年）
- 女子独房刑務所（2015年）
- 絶倫!透明変態人間〜セカンド童貞と魔法の薬〜（2016年）
- 野獣の城〜女子刑務所〜（2017年）
- 野獣の城2〜女子刑務所〜（2017年）
- 神家族 GOD FAMILY（2019年）[1]
- 神家族 GOD FAMILY2（2020年）[2]

## 脚本作品
- 三十路浴衣妻（2002年）
- 真夜中は牝の顔　復讐のエクスタシー（2002年）

## 舞台
- クルクルランドリー（2002年/作・演出）
- 引きこ森大作戦（2003年/作・演出）
- 恋は波乗り（2007年/作・演出）